# كارلوس أورتيغا (ملاكم)
كارلوس أورتيغا (بالإسبانية: Carlos Ortega)‏ مواليد 25 يوليو 1989 في بنما، هو ملاكم محترف بنمي يصنف ضمن فئة وزن الذبابة بدأ مسيرته الاحترافية سنة 2008 حيث انتصر في نزاله الأول.

## إحصائيات
خاض خلال مسيرته 16 نزالا، فاز في 10 وتعادل في 2 وخسر في 4. فاز بالضربة القاضية في 4 نزالات.

## روابط خارجية
- كارلوس أورتيغا على موقع بوكس ريك (الإنجليزية) (registration required)